# Huyền Quang
Huyền Quang (玄光), 1254-1334, tên thật là Lý Tái Đạo (李載道) là một thiền sư, nhà lãnh đạo Phật giáo Đại thừa ở Đại Việt thời Trần. Ông là người hương Vạn Tải, châu Nam Sách, lộ Lạng Giang (nay thuộc xã Thái Bảo, huyện Gia Bình, tỉnh Bắc Ninh). Học giỏi, đỗ cả thi hương, thi hội. Ông đỗ đệ nhất giáp tiến sĩ (trạng nguyên) khoa thi năm 1272? hay 1274? và được bổ làm việc trong Viện Nội Hàn của triều đình, tiếp sư Bắc triều, nổi tiếng văn thơ. Sau này từ chức đi tu, theo Trần Nhân Tông lên Trúc Lâm. Là một Thiền sư Việt Nam, tổ thứ ba dòng Trúc Lâm Yên Tử. Ông là một nhà thơ lớn với nhiều bài thơ còn được lưu lại. Cùng với Trúc Lâm Đầu Đà Trần Nhân Tông và Pháp Loa, ông được xem là một Đại thiền sư của Việt Nam và người ta xem ông và hai vị nêu trên ngang hàng với sáu vị tổ của Thiền tông Trung Quốc hoặc 28 vị tổ của Thiền Ấn Độ.

## Truyền thuyết và sự nghiệp
Theo truyền thuyết ghi lại trong Tam tổ thực lục (三祖實錄), mẹ của Huyền Quang là Lê Thị hay đến chùa Ngọc Hoàng cầu nguyện vì tuổi đã 30 mà chưa có con. Đầu năm Giáp Dần 1254, vị trụ trì chùa Ngọc Hoàng là Huệ Nghĩa mơ thấy "các toà trong chùa đèn chong sáng rực, chư Phật tôn nghiêm, Kim Cương Long Thần la liệt đông đúc. Đức Phật chỉ Tôn giả A-nan-đà bảo: 'Ngươi hãy tái sinh làm pháp khí Đông Độ và phải nhớ lại duyên xưa.'" Năm ấy Lê Thị sinh Huyền Quang. Lớn lên ông dung mạo dị thường, làm quan đến chức Hàn Lâm.
Tam Tổ thực lục, phần Tổ Gia thực lục chép tiểu sử Huyền Quang có nói: ông cùng vua Trần Anh Tông đến chùa Vĩnh Nghiêm huyện Phượng Nhãn, nghe Thiền sư Pháp Loa giảng kinh, liền nhớ lại "duyên xưa", xin xuất gia thụ giáo. Tuy nhiên, cũng trong sách này mà phần tiểu sử Pháp Loa lại nói Huyền Quang thụ giáo với Bảo Phác ở chùa Vũ Ninh (Bắc Ninh). Ông được cử làm thị giả của Trúc Lâm Đầu Đà và được ban pháp hiệu là Huyền Quang.
Sau, ông theo lời phó chúc của Trúc Lâm trụ trì chùa Vân Yên (nay là chùa Hoa Yên) trên núi Yên Tử. Vì đa văn bác học, tinh thông đạo lý nên tăng chúng đua nhau đến học.
Niên hiệu Đại Khánh thứ 4 (1317), ông được Pháp Loa truyền y của Trúc Lâm và tâm kệ. Sau khi Pháp Loa tịch (1330), ông kế thừa làm Tổ thứ ba của thiền phái Trúc Lâm nhưng vì tuổi đã cao nên ông giao phó trách nhiệm lại cho Quốc sư An Tâm.
Ông đến trụ trì Thanh Mai Sơn sáu năm, sau dời sang Côn Sơn giáo hoá. Ngày 23 tháng 1 năm Giáp Tuất (1334) thời vua Trần Hiến Tông, ông viên tịch, thọ 80 tuổi. Thượng hoàng Trần Minh Tông sắc thuỵ là Trúc Lâm Thiền Sư Đệ Tam Đại, đặc phong Từ Pháp Huyền Quang Tôn Giả.

## Tác phẩm
Sau đây là một vài bài thơ tiêu biểu của thiền sư Huyền Quang:
| 菊花 忘身忘世已都忘。 坐久簫然一榻涼 歲晚山中無歷日。 菊花開處即重陽 | Cúc hoa Vong thân vong thế dĩ đô vong Toạ cửu tiêu nhiên nhất tháp lương Tuế vãn sơn trung vô lịch nhật Cúc hoa khai xứ tức trùng dương | Hoa cúc Quên mình quên hết cuộc tang thương Ngồi lặng đìu hiu mát cả giường Năm cuối trong rừng không có lịch Thấy hoa cúc nở biết trùng dương |

(theo Thơ văn Lý-Trần)
| 花在中庭人在樓。 焚香獨坐自忘憂 主人與物渾無競。 花向群芳出一頭 | Hoa tại trung đình, nhân tại lâu Phần hương độc toạ tự vong ưu Chủ nhân dữ vật hồn vô cạnh Hoa hướng quần phương xuất nhất đầu. | Người ở trên lầu hoa dưới sân Vô ưu ngồi ngắm khói trầm xông Hồn nhiên người với hoa vô biệt Một đoá hoa vừa mới nở tung. |

(Bản dịch của Nguyễn Lang)
| 地爐即事 煨餘榾柮獨焚香。 口答山童問短章 手把吹商和木鐸。 從來人笑老僧忙 | Địa lô tức sự Ổi dư cốt đốt độc phần hương Khẩu đáp sơn đồng vấn đoản chương Thủ bả xuy thương hoà mộc đạc Tòng lai nhân tiếu lão tăng mang | Lò sưởi tức cảnh Củi hết lò còn vương khói nhẹ Sơn đồng hỏi nghĩa một chương kinh Tay cầm dùi mõ, tay nâng sáo Thiên hạ cười ta cứ mặc tình |

(Bản dịch của Nguyễn Lang)
| Sơn Vũ Thu phong ngọ dạ phất thiền nha Sơn vũ tiêu nhiên chẩm lục la Dĩ lữ thành thiền tâm nhất phiến Cùng thanh tức tức vị thùy đa | Mưa núi Gió thu ban tối thổi hiên tây Nhà núi đìu hiu tựa đám cây Tấc dạ tu hành từ những thuở Dế kêu rầu rĩ bởi ai đây? |

(Bản dịch của Phan Võ)
Tác phẩm của Sư: 
1. Ngọc tiên tập
2. Chư phẩm kinh
3. Công văn tập
4. Phổ huệ ngữ lục